# 中國染廠大廈

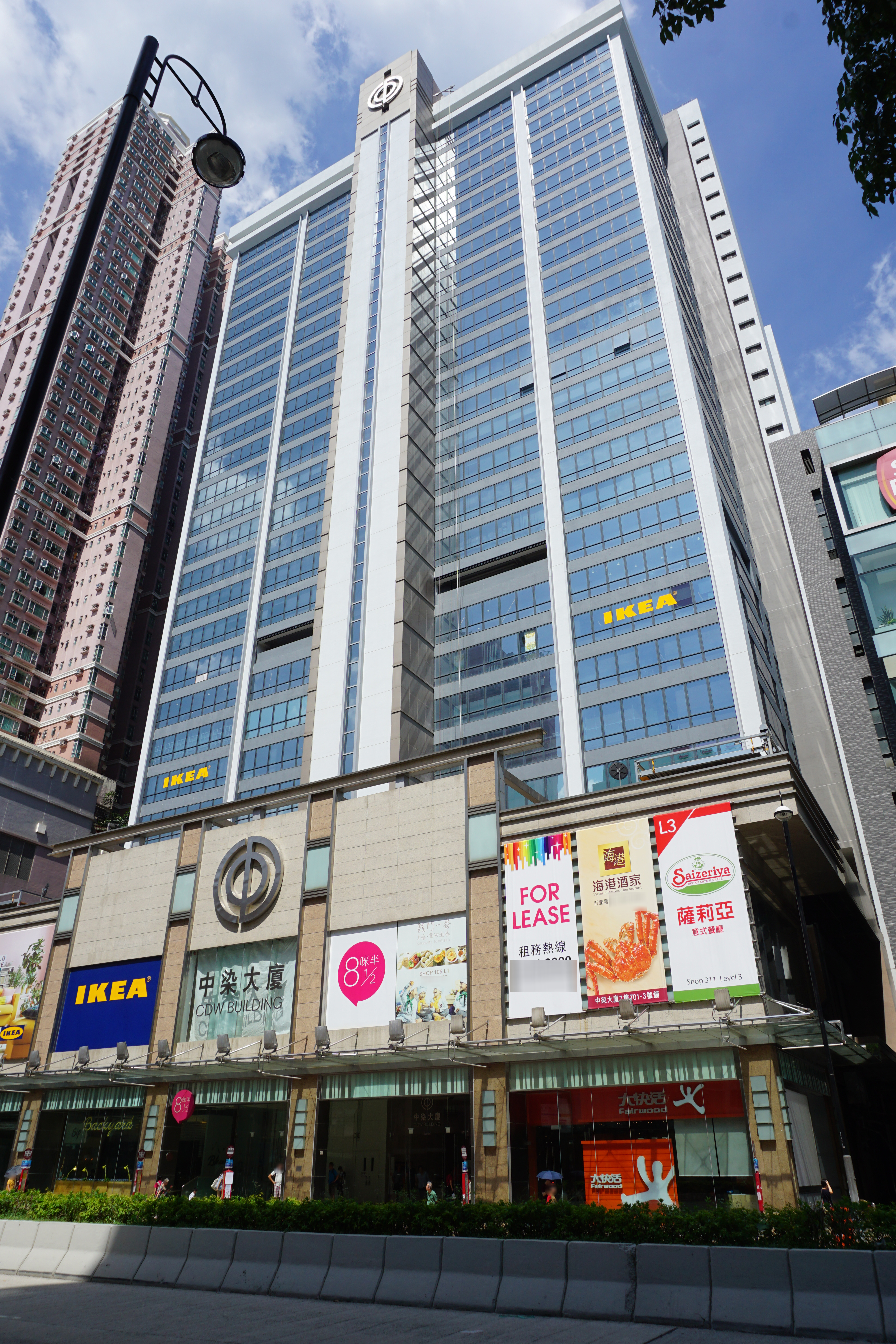
中國染廠大廈

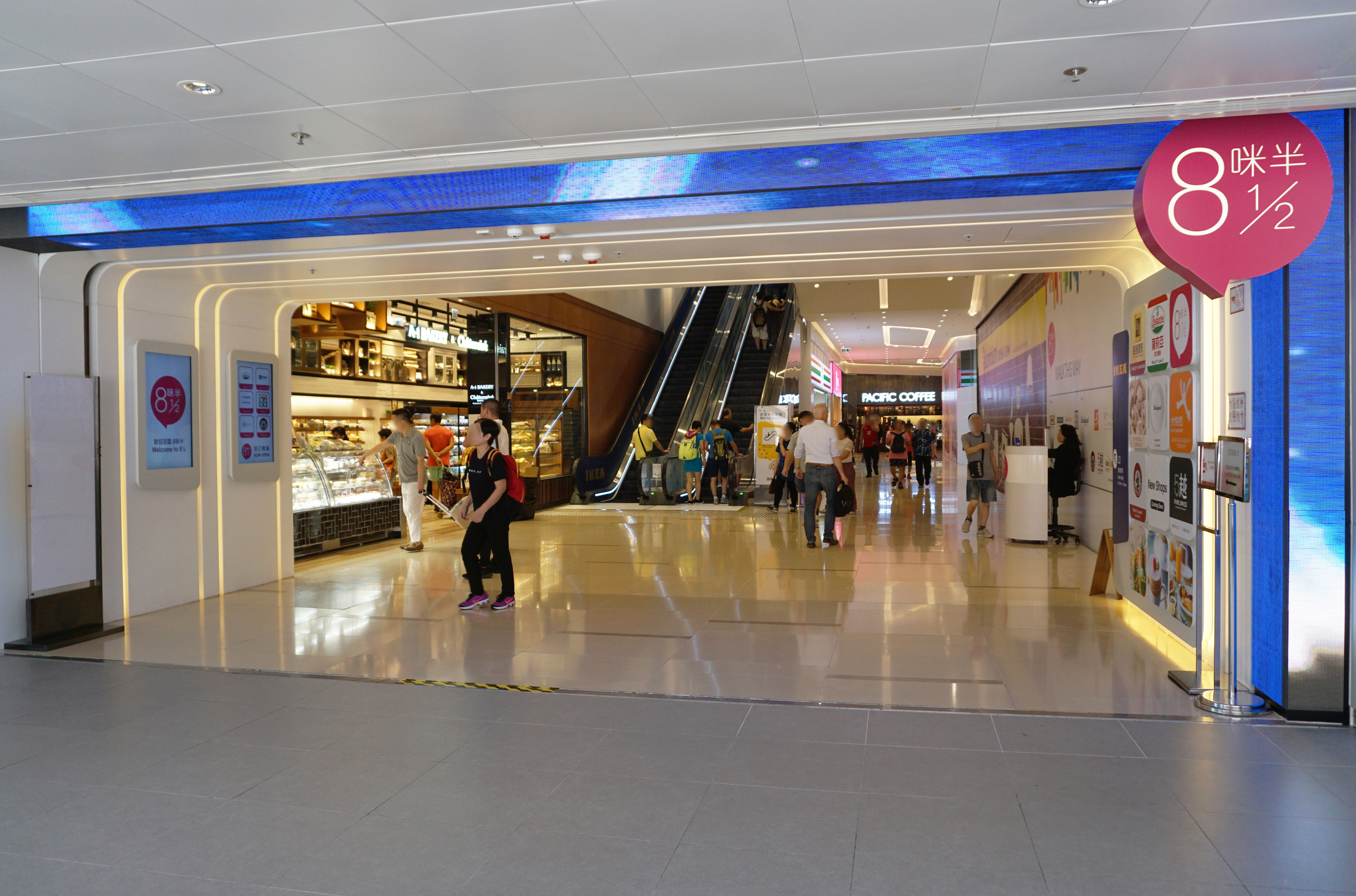
8咪半商場1樓入口

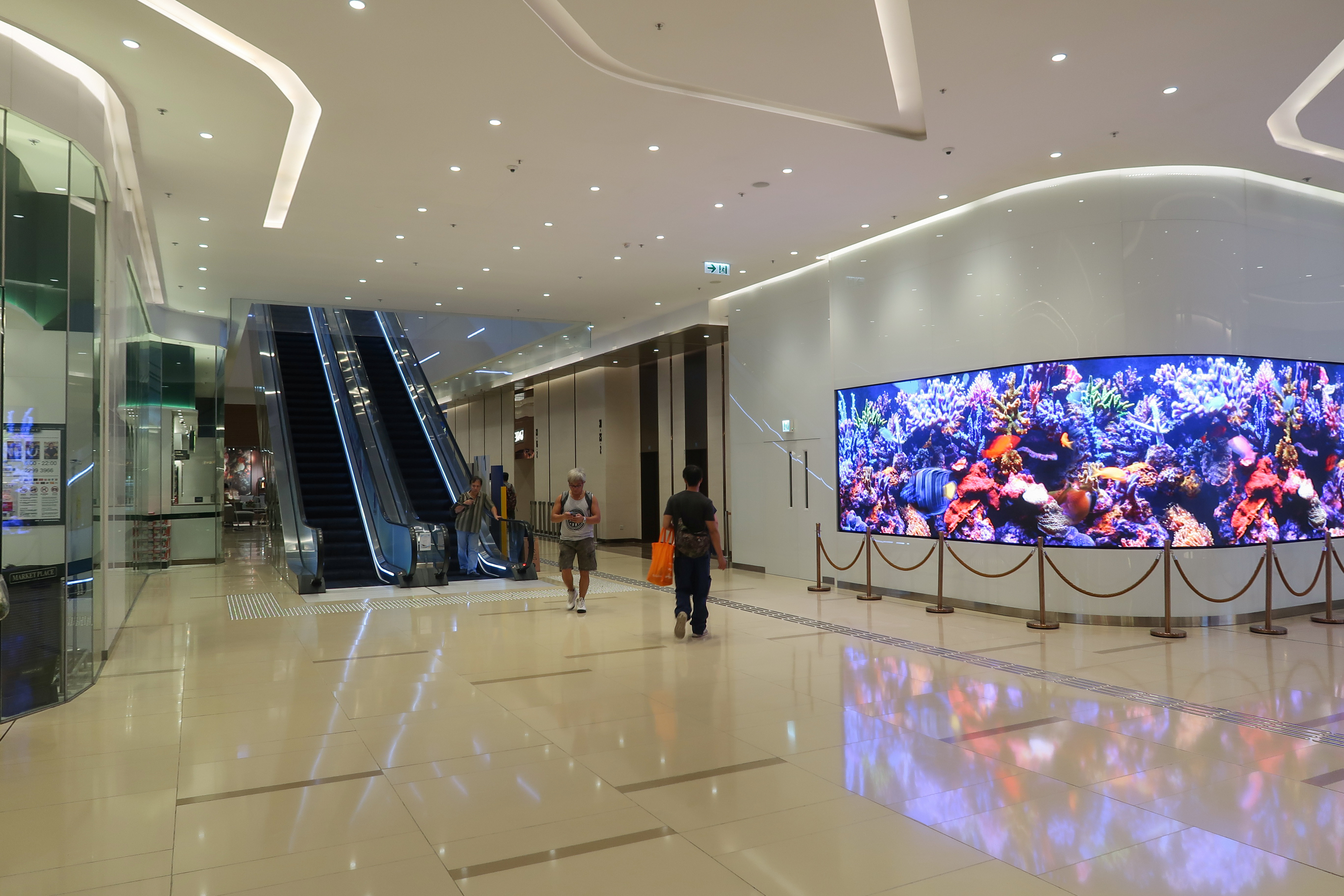
8咪半商場1樓

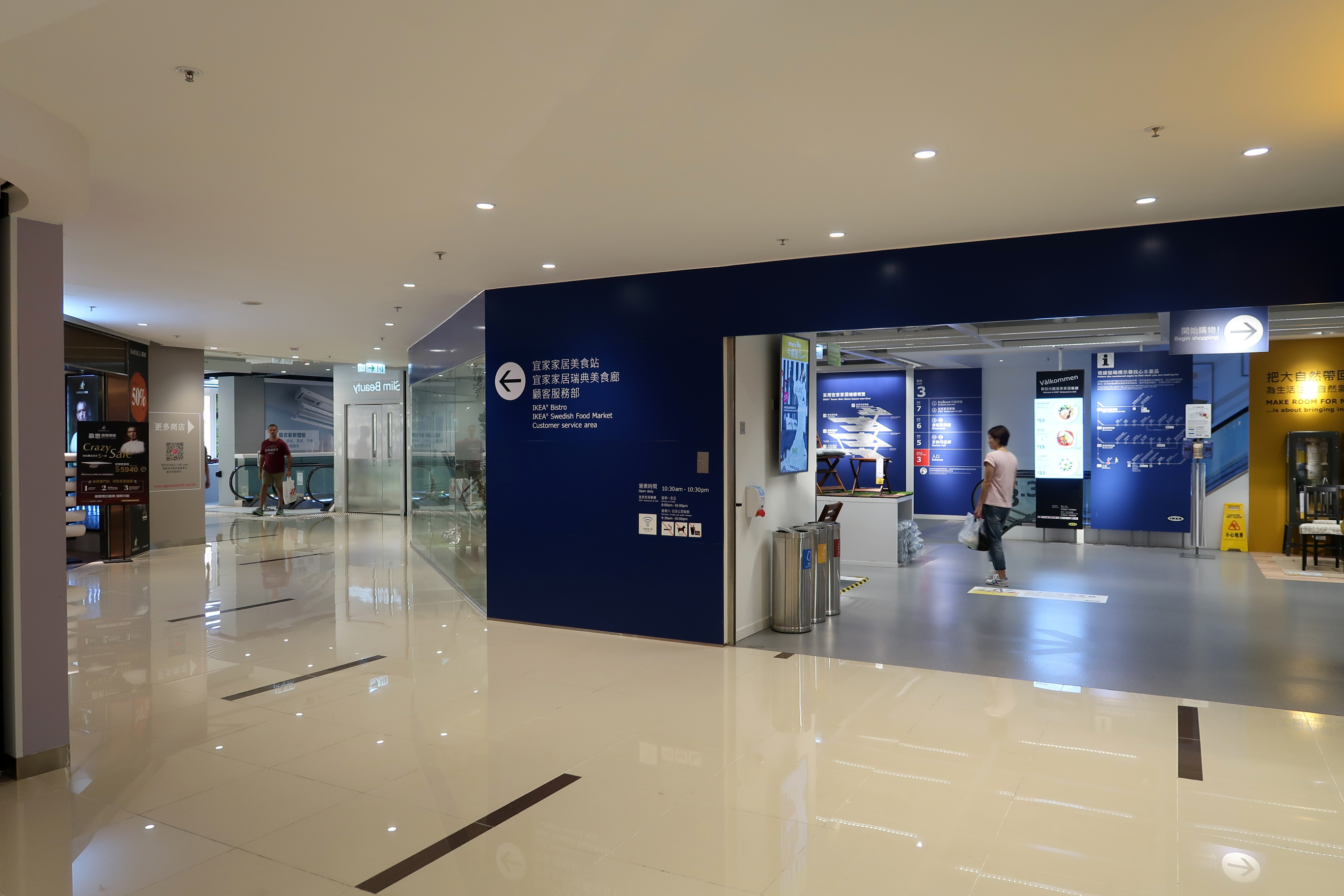
8咪半商場3樓

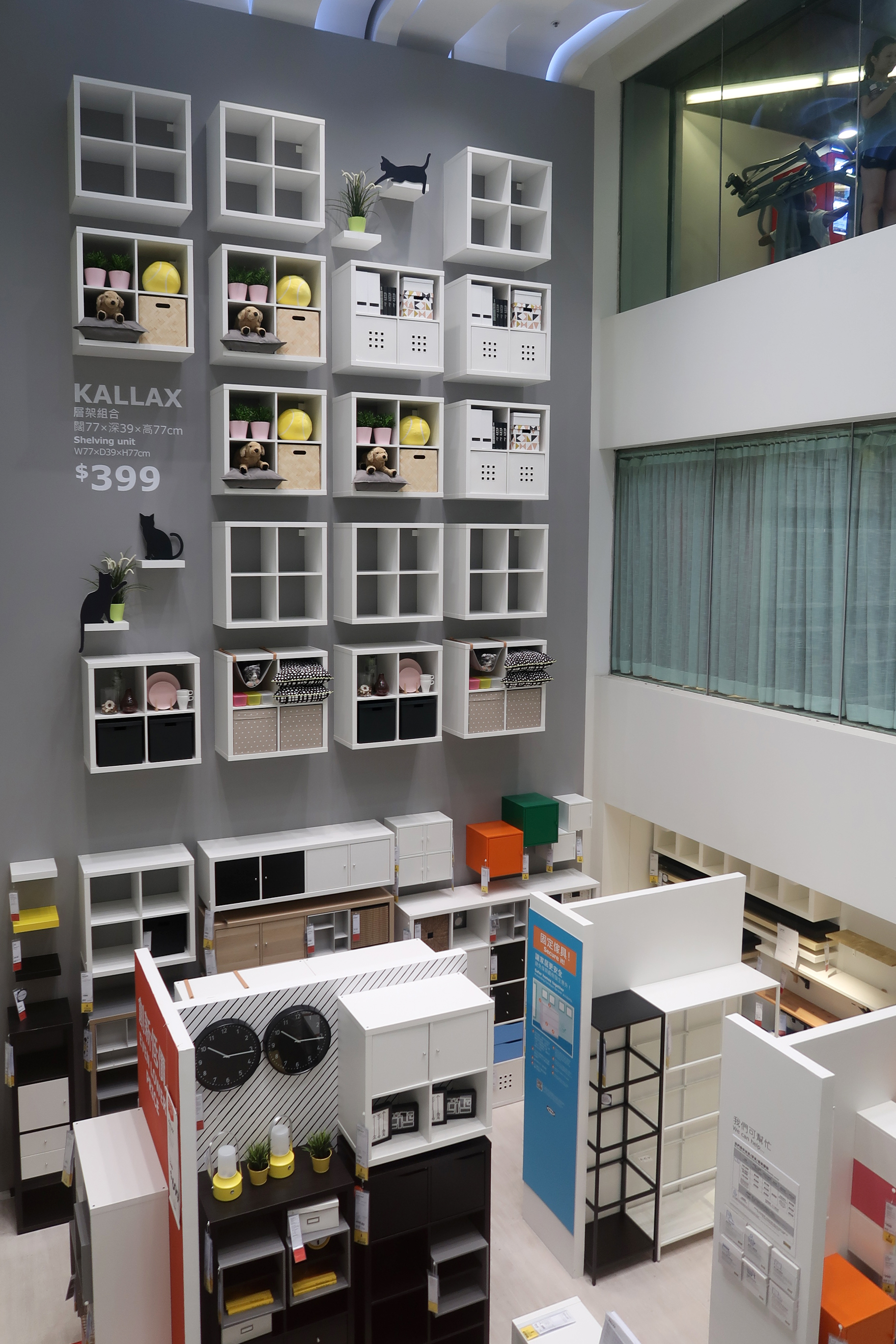
8咪半商場6樓中庭

中國染廠大廈（英語：CDW Building），簡稱中染大廈，是位於香港荃灣區青山公路388號的工商大廈，樓高27層，總樓面面積982,777平方呎，由香港興業名下的前香港上市公司中國染廠擁有。大廈於1982年落成，原為工廠大廈。前身為白田壩村的織綢廠，70年代重建為貨倉。由於1980年代開始工業北移，中國染廠於2000年代初期把大廈改為辦公大樓，其後進行多次翻新。目前大廈低層為商場「8咪半」，现設有最大租户宜家家居。

## 商場
中染大廈於2004年完成翻新工程，並且把地下及一樓原用的工業樓面改為總樓面面積達8萬多呎的「中染新城」，商舖包括食肆、診所、便利店及補習學校等，而薩莉亞香港首家分店於2008年在中染新城開業（分店己於2023年5月14日結業，並於同年5月18日搬遷至新領域廣場重開）。
自2014年起，商場再進行翻新，亦將部分寫字樓樓面轉為商場部分，商場總面積大增至27萬平方呎，樓高8層，於2016年分期落成。翻新後商場改名為「8咪半」。
「8咪半」的名稱源於青山公路1910年代開路初期，是以「咪」（英文“mile”的中譯）標示該處與尖沙咀碼頭的距離，而中染大廈現址為荃灣青山公路388號，剛好在距離九龍起點8咪及9咪之間，所以稱為「8咪半」。
2017年，宜家家居在此商場開設香港第4間分店，樓高4層，佔地90,000平方呎，在10月11日開業，也是宜家家居重新進駐荃灣地區（宜家家居曾在荃灣廣場開設分店）。
現時其他主要商戶包括Market Place by Jasons、恬愉堂中醫中心、Pacific Coffee、同仁四季火鍋店、7樓海港酒家等。

## 寫字樓
名力集團以及中國染廠集團辦事處均設於12樓08室，其他租戶包括康泰旅行社（26樓），安達旅運（18樓）、西敏旅行社（19樓）、香港貨運航空（30樓07-11室）、森那美香港（29樓7-11室）、BSH家電集團（23樓07室）、在職家庭及學生資助事務處- 學生資助處轄下的持續進修基金辦事處（25樓07-11室）、永旺百貨（26樓07-11室）以及地政總署發展監管組（27樓）。

## 交通
中染大廈提供185個車位，並屬於荃灣行人天橋網絡的一部份，可連接至愉景新城及港鐵荃灣綫荃灣站A3出口步行5分鐘或屯馬綫荃灣西站A2出口步行15分鐘，同時鄰近荃灣巴士總站和過境巴士站等設施。

## 圖像

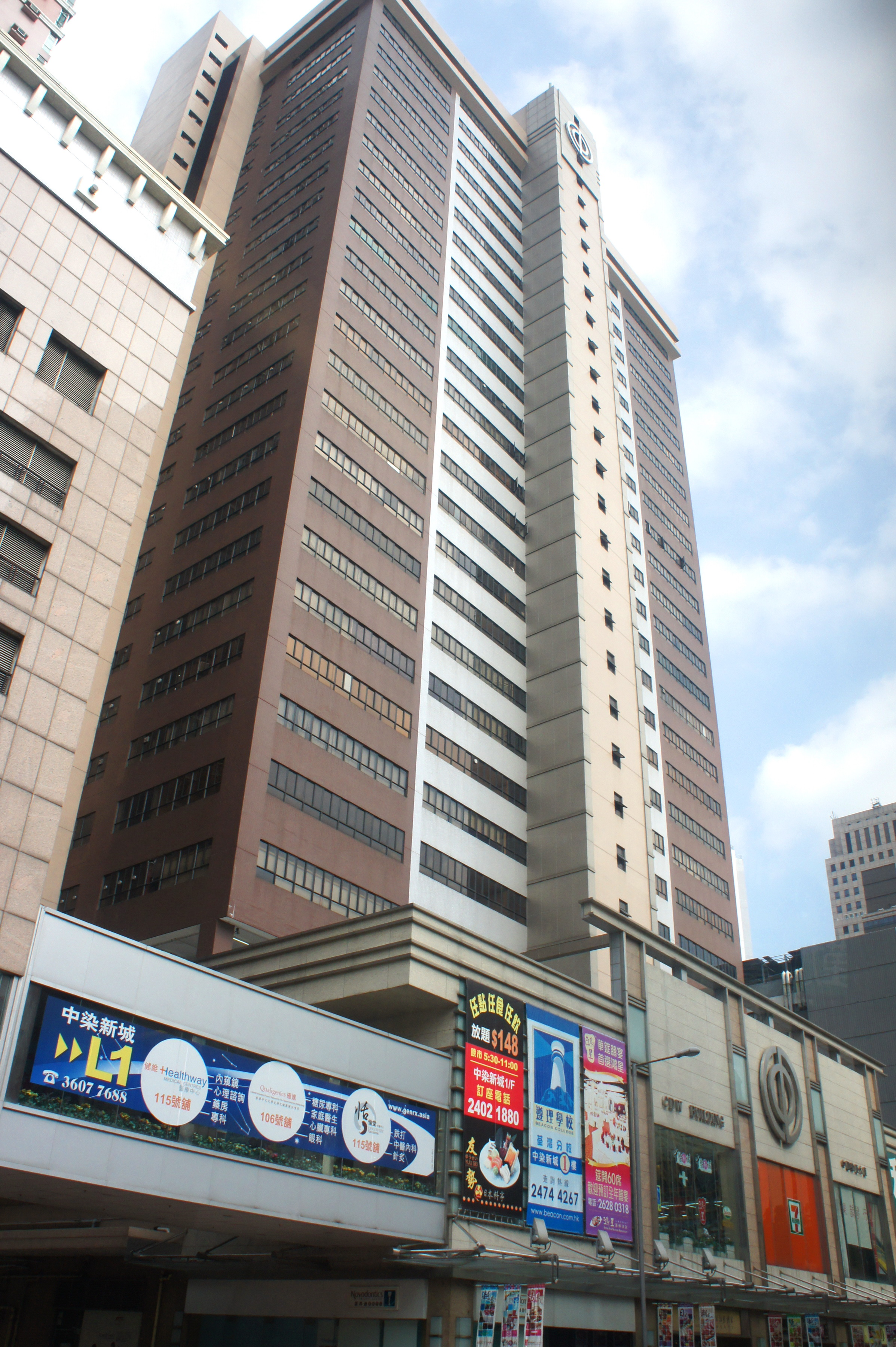
中國染廠大廈（2011年）
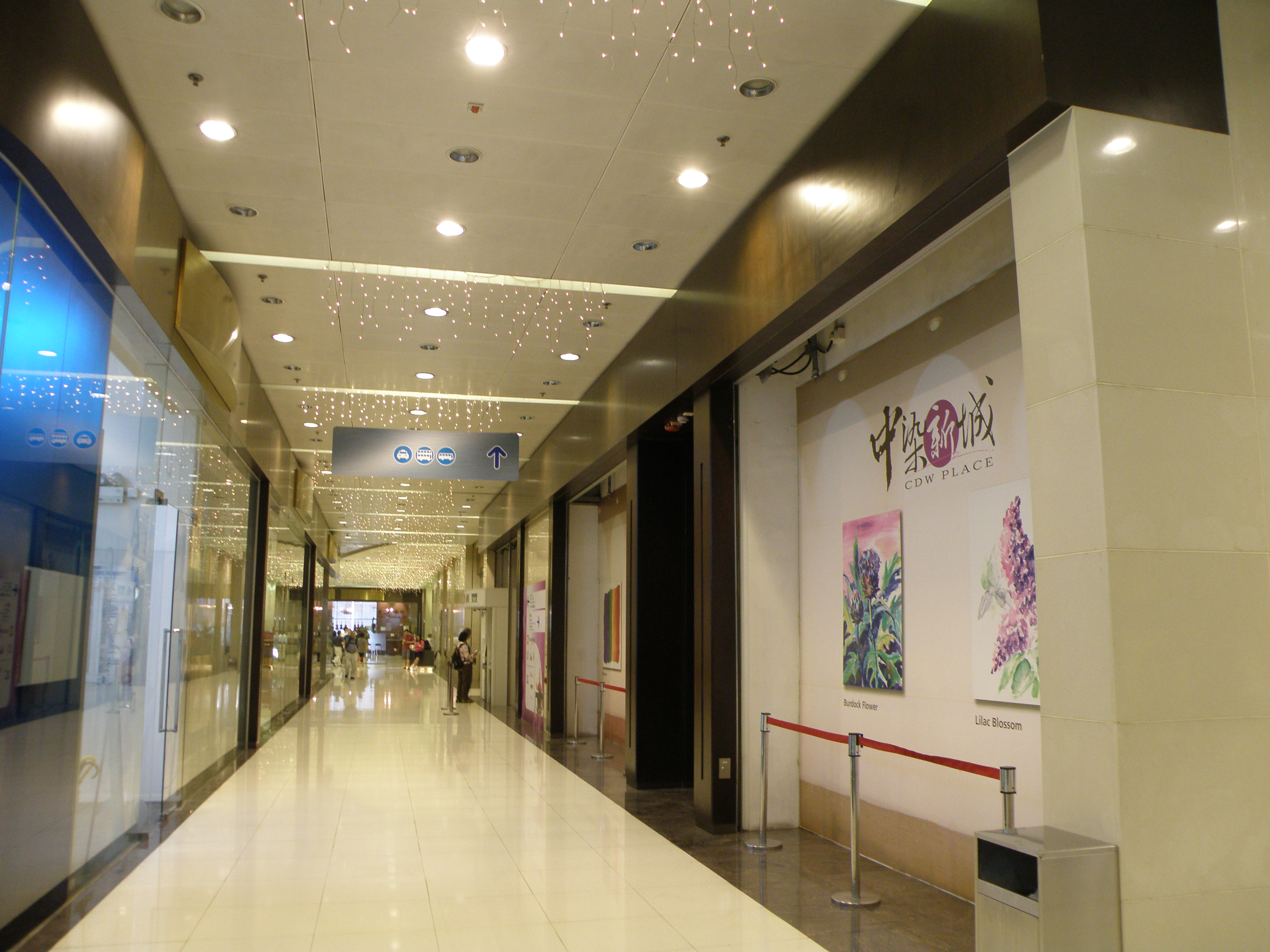
中染新城商場（2014年）
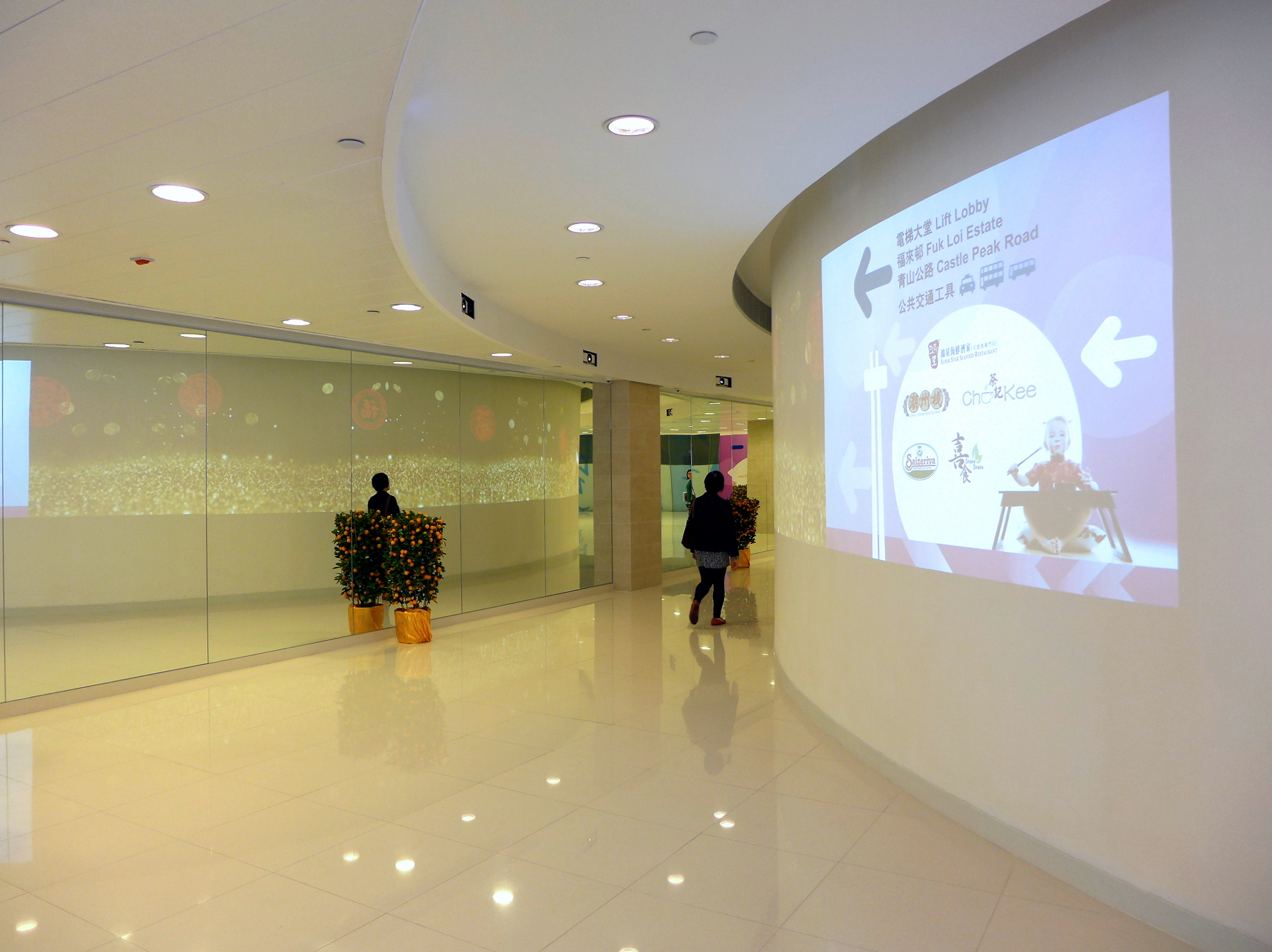
中染新城商場入口（2014年）
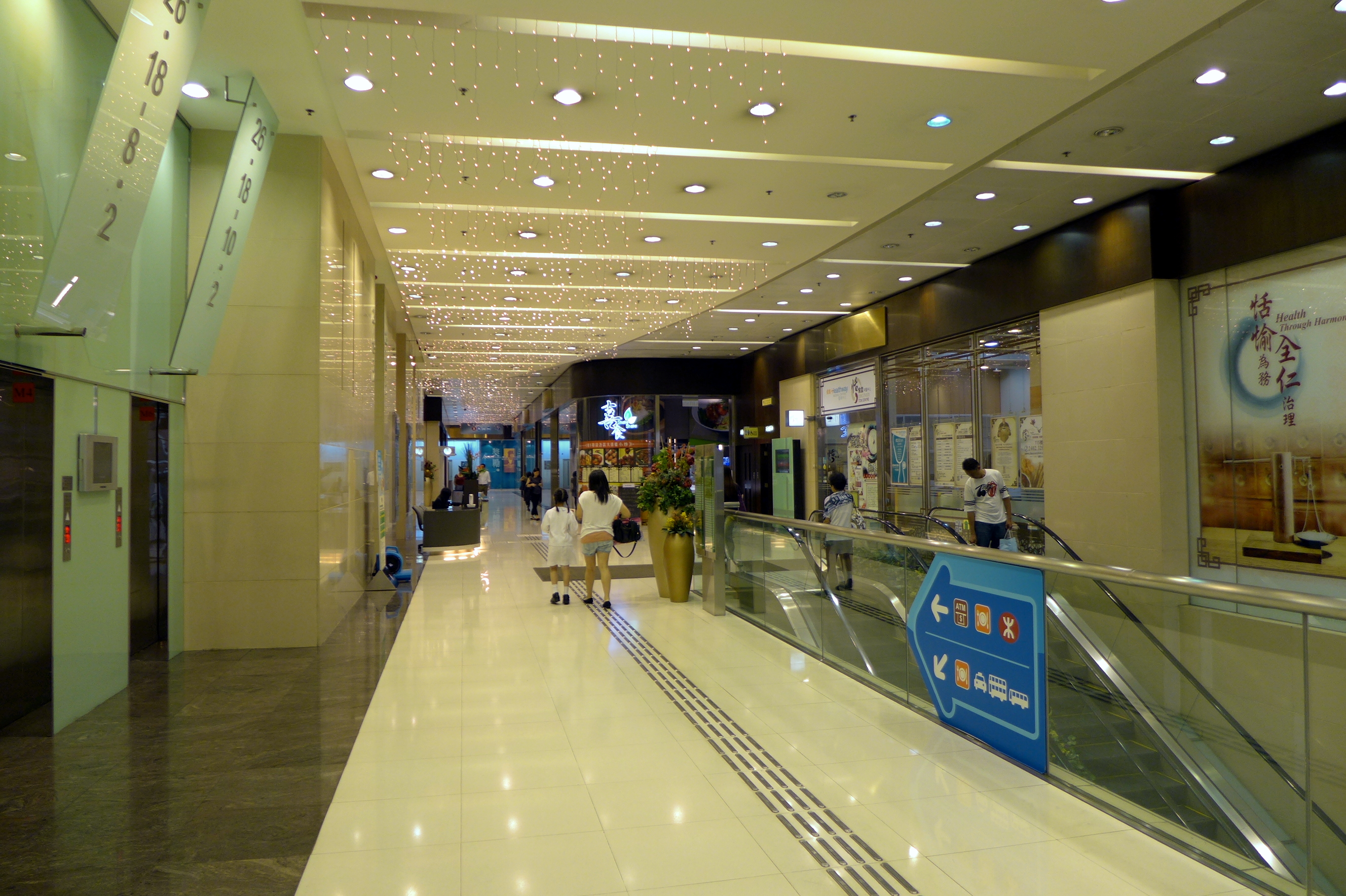
翻新前的大廈大堂（2014年）
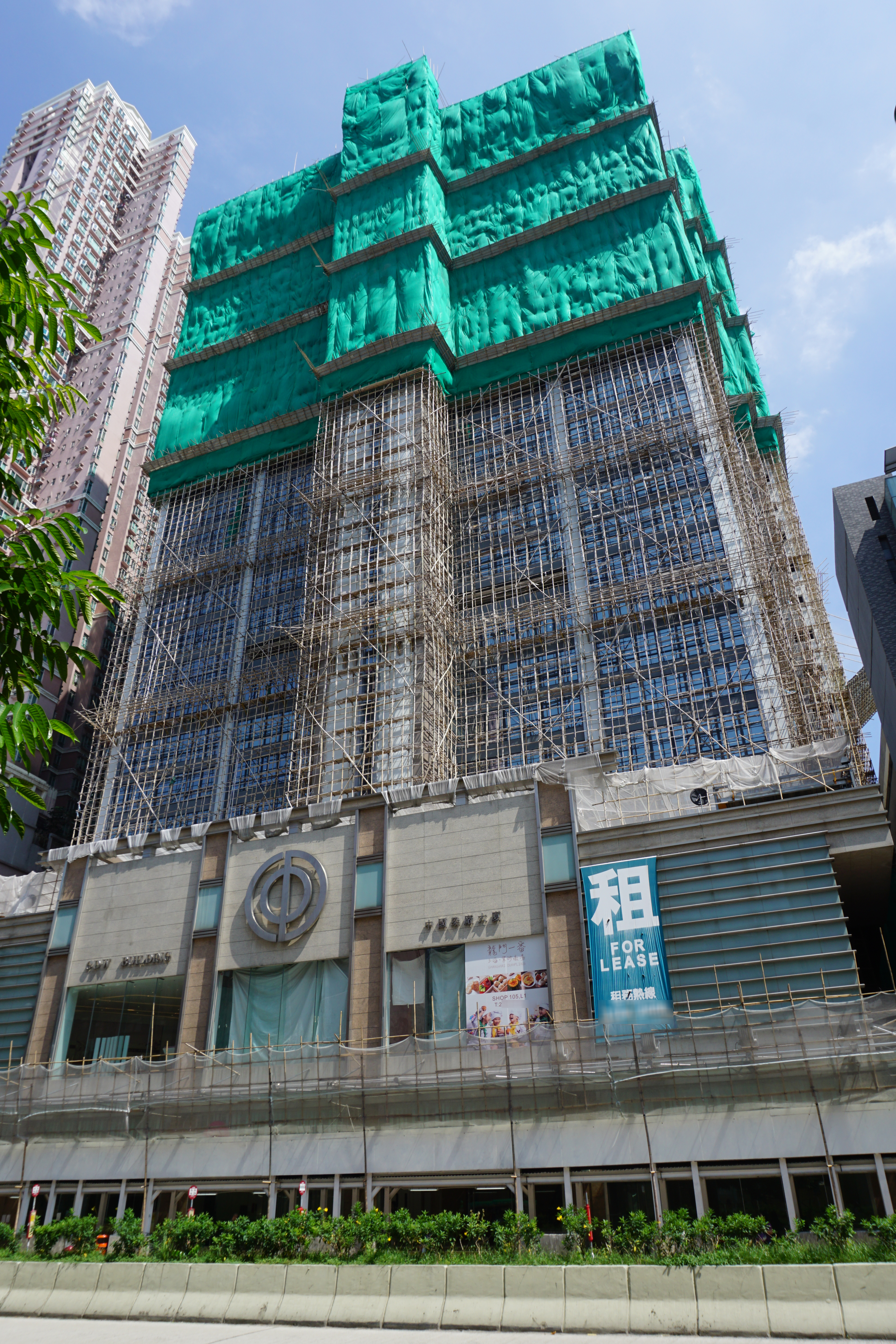
中國染廠大廈第二度翻新工程（2016年9月）
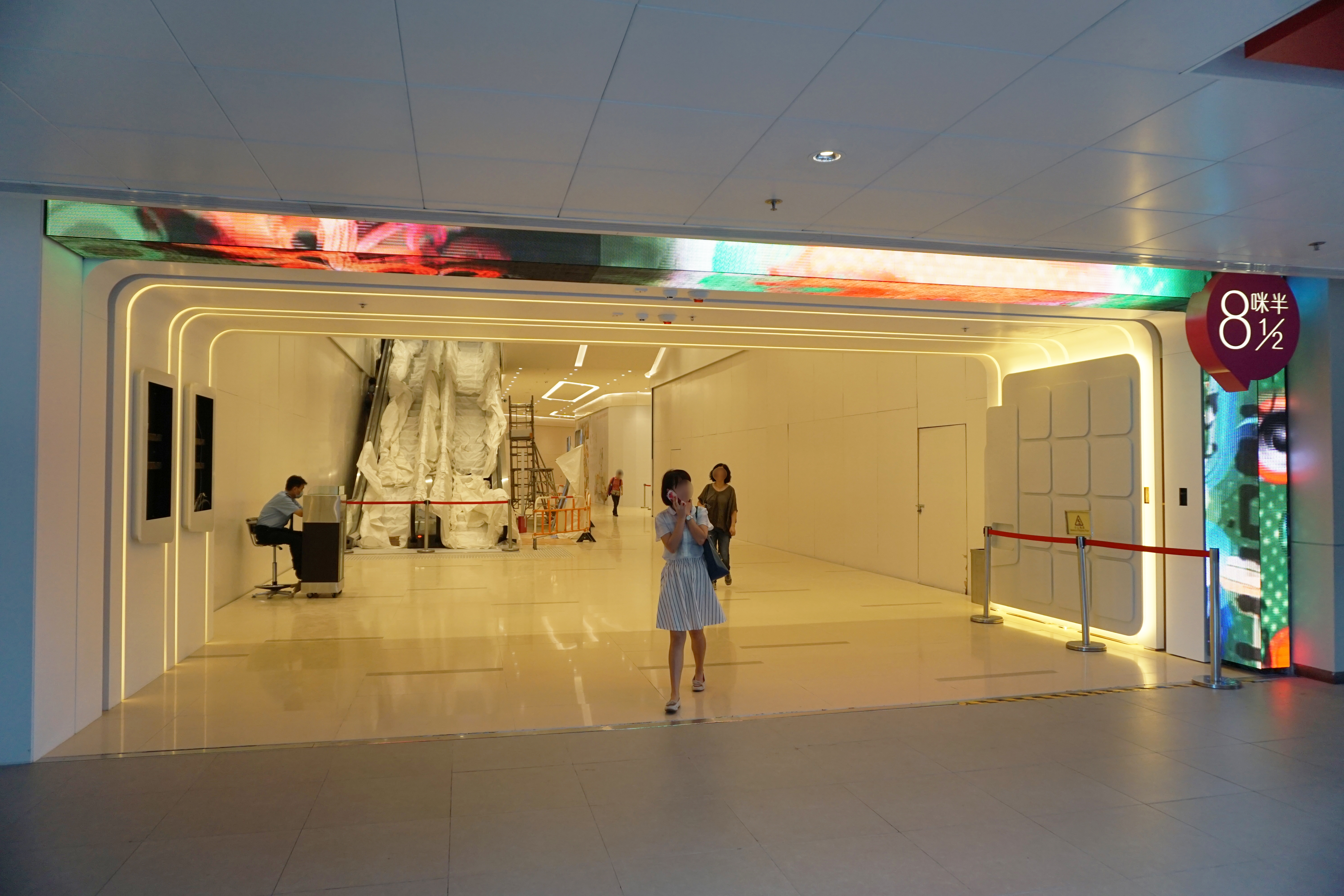
2016年翻新中的「8咪半」商場

## 資料來源
1. ↑  .   [2018-04-06]. （原始内容存档于2018-04-06）.
2. ↑   (PDF). 中原（工商舖）網站. 2004-08-26  [2011-08-20]. （原始内容存档 (PDF)于2016-02-03）.
3. ↑  . 香港興業國際集團有限公司. 2016-01-18  [2016-01-26]. （原始内容存档于2016-02-05）.
4. ↑  . www.eightandahalf.com.hk.   [2018-04-06]. （原始内容存档于2018-04-06） （中文（香港））.
5. ↑  新假期. . 新假期. 2017-05-29  [2018-04-06]. （原始内容存档于2018-04-06） （美国英语）.

## 外部連結
- 8咪半 （页面存档备份，存于）
- 中國染廠大廈和8咪半官方網站（页面存档备份，存于）

22°22′31″N 114°06′47″E / 22.37535°N 114.11312°E